# Klijnsmavaart
De Klijnsmavaart (Fries en officieel: Klynsmafeart) is een vaart in De Friese Meren, een gemeente in het zuidwesten van de Nederlandse provincie Friesland.
De vaart, die ruim zes kilometer lang is, loopt in de veenpolder van Echten. Na een haakse bocht in de Bandsloot loopt de vaart in noordelijke richting en komt uit in de Pier Christiaansloot. De Klijnsmavaart is in de negentiende eeuw gegraven ten behoeve van de turfwinning in het gebied ten zuidoosten van Echten.
Sinds 2007 geldt de Friese aanduiding Klynsmafeart als de officiële naam.